# Садки (Ивано-Франковская область)
Садки (укр. Садки) — село в Дубовецкой сельской общине Ивано-Франковского района Ивано-Франковской области Украины.
Население по переписи 2001 года составляло 73 человека. Занимает площадь 4,409 км². Почтовый индекс — 77180. Телефонный код — 03431.